# Eric Kaplan
Eric Kaplan (Brooklyn, ...) è uno sceneggiatore e produttore televisivo statunitense.
È noto soprattutto per aver lavorato nelle serie televisive David Letterman Show, Andy Richter Controls the Universe, Malcolm, Futurama, I Simpson e The Big Bang Theory.

## Biografia
Kaplan è cresciuto in una famiglia ebrea a Flatbush, Brooklyn, da padre avvocato e madre insegnante di biologia alla Erasmus Hall. Kaplan si è diplomato alla Hunter College High School e laureato all'Università di Harvard (dove ha scritto per l'Harvard Lampoon) nel 1989. Prima di intraprendere una carriera nella scrittura professionale, Kaplan ha insegnato inglese in Thailandia. Successivamente ha frequentato cinque anni in una scuola di specializzazione in filosofia alla Columbia University e all'Università della California - Berkeley. Alla Berkeley, Kaplan studiò filosofia dell'intelligenza artificiale sotto il suo consigliere, Hubert Dreyfus. A partire dal 1986, Kaplan fece uno stage per la rivista Spy, dove i suoi compiti includevano pulire i pavimenti e scrivere recensioni di film.

## Filmografia

### Sceneggiatore
- David Letterman Show - serie TV, 177 episodi (1996-1998)
- Futurama - serie animata, 13 episodi (1999-2023)
- Zombie College - serie animata, 12 episodi (2000-2001)
- Andy Richter Controls the Universe - serie TV, 1 episodio (2003)
- Duck Dodgers in L'attacco dei droni (Duck Dodgers in Attack of the Drones), regia di Rich Moore (2004)
- Malcolm (Malcolm in the Middle) - serie TV, 6 episodi (2004-2006)
- Flight of the Conchords - serie TV, 1 episodio (2007)
- Jimmy fuori di testa (Out of Jimmy's Head) - serie TV, 11 episodi (2007-2008)
- The Drinky Crow Show - serie animata, 11 episodi (2007-2009)
- Futurama - La bestia con un miliardo di schiene (Futurama: The Beast with a Billion Backs), regia di Peter Avanzino (2008)
- Futurama - Il gioco di Bender (Futurama: Bender's Game), regia di Dwayne Carey-Hill (2008)
- The Big Bang Theory - serie TV, 163 episodi (2008-2019)
- The Problem Solverz - serie animata, 1 episodio (2011)
- I Simpson (The Simpsons) - serie animata, 1 episodio (2013)
- King Star King - serie animata, 7 episodi (2013-2014)
- Young Sheldon - serie TV, 66 episodi (2018-2023)

### Doppiatore
- The Drinky Crow Show - serie animata, 7 episodi (2008-2009)
- Mongo Wrestling Alliance - serie animata, 6 episodi (2011)
- King Star King - serie animata, 1 episodio (2013)